# Verzorgingsplaats Helenaveen
Verzorgingsplaats Helenaveen is een verzorgingsplaats aan de Nederlandse A67 tussen aansluiting Panningen en aansluiting Liessel in de richting Eindhoven. De verzorgingsplaats ligt in de gemeente Deurne en is genoemd naar het naburige dorp Helenaveen. In 2013 werden middels een veiling de huurrechten van het pompstation verkocht.
Richting Duisburg: Het Goor · Meelakkers · Het Gevlocht · Deersels · Zwartewater
Richting Antwerpen: Venlose Heide · Reunen · De Slenk · Helenaveen · De Leysing · Oeijenbraak · Oeienbosch · De Beerze